# Недільне зібрання (організація)
Sunday Assembly (Недільне зібрання) — нерелігійні зібрання, співзасновниками яких є Сандерсон Джонсом і Піппа Еванс у січні 2013 року в Лондоні, Англія. Збір відбувається в основному для нерелігійних людей, які хочуть подібного спільного досвіду як в релігійній церкві, хоча релігійні люди також вітаються на зібраннях.

## Історія
Стенд-ап коміки Сандерсон Джонс і Піппа Еванс почали першими недільні зібрання в Північному Лондоні в січні 2013 року, оскільки вони "так хотіли зробити щось подібне до церкви, але без Бога". Перший захід, в якому взяли участь понад 300 осіб, проходив у секуляризованій церкві в Іслінгтоні, , через мале приміщення проведення наступних зустрічей відбулися в конференц-залі Конвей-Хол. З тих пір зустрічі продовжували проводитися двічі на місяць, із залученням не менше 600 осіб.
У жовтні 2013 року, організація Недільне Зібрання за допомогою Indiegogo , зібрали £33,668 із £500,000 які планувалось, для фінансувати створення цифрової платформи для розвитку організації. Формування нових громад було підвищене через 40-денну кампанію у Великій Британії, Дубліні (Ірландія), в США та Австралії.

## Діяльність
Учасники слухають виступи ораторів, таких, як Санді Токсвиг, спілкуються і співають пісні таких виконавців, як Стіві Вандер і Queen.

## Критика
Деякі християни заперечують: Вільям Маккрей, член парламенту Південного Антріму (Північна Ірландія), назвав організацію "Недільне зібрання" "вкрай недоречною". Під час початкового просування турк в 2013 році, Кімберлі Уїнстон з "Релігійної служби новин" заявив, що деякі атеїсти вважають, що "їх мета - це отримувати гроші". 